# ساحل نوگال

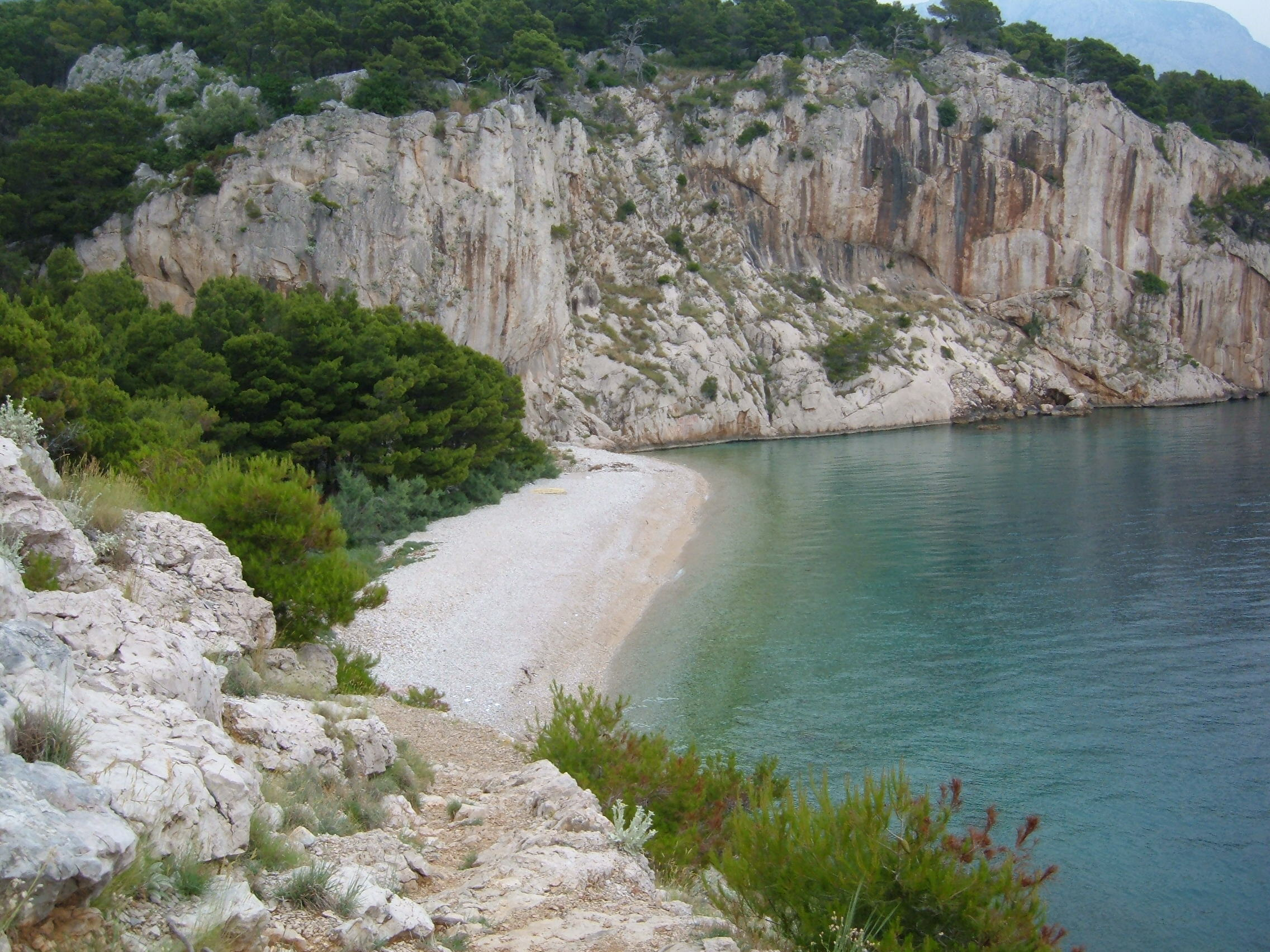
پلاژ نوگال در ماکارسکا

ساحل نوگال (زبان انگلیسی: Nugal Beach)، یک ساحل سنگریزه و ماسه محصور در صخره‌ها در ماکارسکا کرواسی و در کنار دریای آدریاتیک قرار دارد. این ساحل یکی از بهترین ساحل‌های برهنگی در کرواسی در سال ۲۰۱۹ شناخته می‌شود.